# Эшах (Швебиш-Гмюнд)
Эшах (нем. Eschach) — община в Германии, в земле Баден-Вюртемберг.
Подчиняется административному округу Штутгарт. Входит в состав района Восточный Альб. Население составляет 1803 человека (на 31 декабря 2010 года). Занимает площадь 20,27 км².